# HMP Foston Hall
His Majesty’s Prison Foston Hall (HMP Foston Hall) – więzienie typu zamkniętego dla kobiet i młodych przestępczyń, zlokalizowane w angielskiej wiosce Foston, w hrabstwie Derbyshire.
Więzienie zarządzane jest przez agencję rządową Służbę Więzienną Jego Królewskiej Mości (HM Prison Service).
W czerwcu 2020 znajdowało się w nim 301 więźniarek.

## Historia
Od XIV do XVII wieku dwór Foston i Scropton był w posiadaniu rodziny Agard. W 1679 roku został zakupiony przez Johna Bate'a, którego syn Richard został w wysokim szeryfem (High Sheriff) w 1705 roku. Dwór pozostał w rękach rodziny Bate do 1784 roku, kiedy to kupił go John Broadhurst. W 1836 roku doszło do pożaru, w wyniku którego dwór został częściowo zniszczony.
Nowy budynek zaprojektował Thomas Chambers Hine, architekt z Notthingham, w 1863 roku. Jego główna, dwukondygnacyjna fasada ma osiem przęseł i trzypiętrową wieżę. 
W 1952 roku budynek został wpisany na listę zabytków klasy II.
Jej Królewska Służba Więzienna nabyła budynek wraz z przyległymi terenami w 1953 roku. Dotychczas w Foston Hall znajdował się areszt, ośrodek imigracyjny, a także, tuż przed zamknięciem w 1996 roku, część odległego o zaledwie 6 km więzienia dla mężczyzn Sudbury. 
Więzienie zostało ponownie otwarte 31 lipca 1997 roku po gruntownej renowacji jako obiekt przeznaczony dla kobiet typu zamkniętego.

## Foston Hall dziś
Foston Hall Prison jest rozłożone na siedmiu skrzydłach, które pełnią różne funkcje. Więzienie może pomieścić 337 więźniarek. Na jego terenie znajduje się Centrum Opieki Zdrowotnej z trzema łóżkami szpitalnymi. Trafiają tam skazane przez sądy z obszarów Midlands i środkowej Walii, zarówno te, które niedawno trafiły do więzienia, jak i osoby z długimi i nieokreślonymi wyrokami. 
Więzienie zapewnia osadzonym pracę w ogrodach więziennych, na siłowni, w warsztacie tekstylnym i rzemieślniczym oraz na kuchni, co może prowadzić do uzyskania kwalifikacji. Ponadto wydział edukacji więzienia oferuje kwalifikacje NVQ w zakresie usług sprzątania i fryzjerstwa, a także naukę podstawowych i kluczowych umiejętności.

## Znane więźniarki
- Maxine Carr – skazana na trzy i pół roku więzienia za kłamstwo na temat jej wiedzy na temat morderstw w Soham[6]
- Lauren Jeska – transpłciowa biegaczka z Lancaster skazana na 18 lat więzienia za usiłowanie zabójstwa działacza UK Athletics, Ralpha Knibbsa[7]
- Karen Matthews – skazana w 2009 roku na 8 lat za porwanie własnej córki[8].
- Melanie Shaw – skazana za serię podpaleń[9].